# Suzuki RGV500
La Suzuki RGV-Γ 500 también llamada Suzuki RGV-Γ 500 es el nombre del prototipo de dos tiempos desarrollado por Suzuki para competir en el Campeonato Mundial de 500cc. Ganó su primer campeonato de 500 cc en 1993 en manos de Kevin Schwantz, quien venció a Wayne Rainey y Mick Doohan camino a la obtención del título. Este fue el período más exitoso en la historia de la motocicleta. La Suzuki se ajustaba al estilo de conducción de Schwantz, ya que a menudo empujaba más allá del límite de la motocicleta, lo que a menudo provocaba que Schwantz chocara tan a menudo como ganaba.
La Suzuki siempre fue más lenta que sus rivales, ya que tanto la Yamaha como especialmente la Honda eran mucho más rápidas en rectas; para compensar esto, Schwantz adaptó la RGV para compensar la deficiencia en las zonas de frenado y en las curvas, lo que permitió que Suzuki pusiera sus motos en los topes de la clasificación. Este estilo de montar fue citado por Schwantz citando "Cuando veo a Dios, sé que es el momento de frenar".
Muchos pilotos no pudieron adaptar su estilo a la Suzuki, como por ejemplo talentos de la talla de Doug Chandler y Alex Barros. Sin embargo, muchos manejaron bien la Suzuki, como Daryl Beattie, que terminó segundo en la general en 1995 y Niall Mackenzie.
Kenny Roberts Jr fue otro que tuvo éxito en el RGV. Después de terminar segundo en 1999, Roberts se convirtió en el último Campeón del Mundo de 500 cc de Suzuki en 2000.
Didier de Radiguès ganó el Gran Premio de Macao de 1991.

## Sumario
- Campeonatos Mundiales:

Constructores: 0
Pilotos: 2 (Kevin Schwantz: 1993, Kenny Roberts Jr: 2000)
- 37 carreras ganadas (Kevin Schwantz 25, Kenny Roberts Jr 8, Daryl Beattie 2, Alex Barros 1, Sete Gibernau 1).

## Pilotos
- 1988: Kevin Schwantz, Rob McElnea
- 1989: Kevin Schwantz, Ron Haslam
- 1990: Kevin Schwantz, Kevin Magee, Niall Mackenzie, Osamu Hiwatashi
- 1991: Kevin Schwantz, Didier de Radiguès, Kevin Magee
- 1992: Kevin Schwantz, Doug Chandler, Keiji Ohishi
- 1993: Kevin Schwantz, Alex Barros, Peter Goddard
- 1994: Kevin Schwantz, Alex Barros, Juan López Mella, Sean Emmett
- 1995: Daryl Beattie, Sean Emmett, Kevin Schwantz, Scott Russell
- 1996: Daryl Beattie, Scott Russell, Katsuaki Fujiwara, Terry Rymer, Peter Goddard
- 1997: Daryl Beattie, Anthony Gobert, Yukio Kagayama, Peter Goddard
- 1998: Nobuatsu Aoki, Luca Cadalora, Yukio Kagayama, Katsuaki Fujiwara, Keiichi Kitagawa, Mark Willis
- 1999: Kenny Roberts Jr, Nobuatsu Aoki, Yukio Kagayama
- 2000: Kenny Roberts Jr, Nobuatsu Aoki, Akira Ryo
- 2001: Kenny Roberts Jr, Sete Gibernau, Akira Ryo, Yukio Kagayama

## Resultados en MotoGP
(Carreras en negro indican pole position, carreras en italics indican vuelta rápida)
| Año  | Equipo                     | N.º   | Piloto             | 1   | 2   | 3   | 4   | 5   | 6   | 7   | 8   | 9   | 10  | 11  | 12  | 13  | 14  | 15  | 16  | Pts    | Pos |
| ---- | -------------------------- | ----- | ------------------ | --- | --- | --- | --- | --- | --- | --- | --- | --- | --- | --- | --- | --- | --- | --- | --- | ------ | --- |
| 1988 | Pepsi-Suzuki               |       |                    | JPN | USA | ESP | EXP | NAT | GER | AUT | NED | BEL | YUG | FRA | GBR | SWE | CZE | BRA |     |        |     |
| 1988 | Pepsi-Suzuki               | 10    | Rob McElnea        | Ret | 9   | 12  | 8   | 12  | 11  | 9   | 10  | 6   | 8   | 11  | Ret | 13  | 8   | 8   |     | 83     | 10º |
| 1988 | Pepsi-Suzuki               | 34    | Kevin Schwantz     | 1   | 5   | Ret | Ret | 4   | 1   | 4   | 8   | Ret |     | 3   | Ret | 12  | Ret | 3   |     | 119    | 8º  |
| 1989 | Pepsi-Suzuki               |       |                    | JPN | AUS | USA | ESP | NAT | GER | AUT | YUG | NED | BEL | FRA | GBR | SWE | CZE | BRA |     |        |     |
| 1989 | Pepsi-Suzuki               | 8     | Ron Haslam         | 12  | 7   | Ret | 7   | Ret | Ret | 7   | 8   | 7   |     |     | 7   | 6   | 8   | 5   |     | 86     | 8º  |
| 1989 | Pepsi-Suzuki               | 34    | Kevin Schwantz     | 1   | Ret | 2   | Ret | Ret | Ret | 1   | 1   | Ret | 2   | 2   | 1   | Ret | 1   | 1   |     | 162.5  | 4º  |
| 1990 | Lucky Strike-Suzuki        |       |                    | JPN | USA | ESP | NAT | GER | AUT | YUG | NED | BEL | FRA | GBR | SWE | CZE | HUN | AUS |     |        |     |
| 1990 | Lucky Strike-Suzuki        | 4     | Kevin Magee        | 4   | Ret |     |     |     |     |     |     |     |     |     |     |     |     |     |     | 13     | 21º |
| 1990 | Lucky Strike-Suzuki        | 7     | Niall Mackenzie    |     |     | 8   | 5   | 3   | 5   | 3   | 5   | 12  | 6   | 5   | 5   | 4   | 7   | 5   |     | 140    | 4º  |
| 1990 | Lucky Strike-Suzuki        | 34    | Kevin Schwantz     | 3   | Ret | 3   | 2   | 1   | 1   | 2   | 1   | 7   | 1   | 1   | Ret | Ret | 3   | Ret |     | 188    | 2º  |
| 1990 | Schick Advantage           | 38    | Osamu Hiwatashi    | 13  |     |     |     |     |     |     |     |     |     |     |     |     |     |     |     | 3      | 33º |
| 1991 | Lucky Strike-Suzuki        |       |                    | JPN | AUS | USA | ESP | ITA | GER | AUT | EUR | NED | FRA | GBR | RSM | CZE | VDM | MAL |     |        |     |
| 1991 | Lucky Strike-Suzuki        | 9     | Kevin Magee        | 13  | 11  |     |     |     |     |     |     |     |     |     |     |     |     |     |     | 8 (19) | 19º |
| 1991 | Lucky Strike-Suzuki        | 27    | Didier de Radiguès | 14  | 10  | 10  | 8   | Ret | 6   | 8   | 10  | 5   | 7   | 8   | 8   | 7   | 8   | 8   |     | 105    | 8º  |
| 1991 | Lucky Strike-Suzuki        | 34    | Kevin Schwantz     | 1   | 5   | 3   | Ret | 7   | 1   | 3   | 4   | 1   | 4   | 1   | 2   | 5   | 1   | DNS |     | 204    | 3º  |
| 1991 | S.R.T                      | 38    | Osamu Hiwatashi    | Ret |     |     |     |     |     |     |     |     |     |     |     |     |     |     |     | 0      | NC  |
| 1991 | S.R.T                      | 40    | Satoshi Tsujimoto  | 19  |     |     |     |     |     |     |     |     |     |     |     |     |     |     |     | 0      | NC  |
| 1992 | Lucky Strike-Suzuki        |       |                    | JPN | AUS | MAL | ESP | ITA | EUR | GER | NED | HUN | FRA | GBR | BRA | RSA |     |     |     |        |     |
| 1992 | Lucky Strike-Suzuki        | 10    | Doug Chandler      | 2   | 5   | 5   | 10  | 4   | 3   | 8   | Ret | 2   | Ret | Ret | 3   | 4   |     |     |     | 94     | 5º  |
| 1992 | Lucky Strike-Suzuki        | 34    | Kevin Schwantz     | 3   | 4   | DNS | 4   | 1   | 4   | 2   | Ret | 4   | Ret | Ret | 7   | 5   |     |     |     | 99     | 4º  |
| 1992 | S.R.T                      | 55    | Keiji Ohishi       | 6   |     |     |     |     |     |     |     |     |     |     |     |     |     |     |     | 6      | 17º |
| 1993 | Lucky Strike-Suzuki        |       |                    | AUS | MAL | JPN | ESP | AUT | GER | NED | EUR | RSM | GBR | CZE | ITA | USA | FIM |     |     |        |     |
| 1993 | Lucky Strike-Suzuki        | 9     | Alex Barros        | 5   | 7   | 6   | Ret | 4   | Ret | Ret | 5   | 7   | Ret | 10  | 5   | 2   | 1   |     |     | 125    | 6º  |
| 1993 | Lucky Strike-Suzuki        | 34    | Kevin Schwantz     | 1   | 3   | 2   | 1   | 1   | 2   | 1   | 3   | 2   | Ret | 5   | 3   | 4   | 3   |     |     | 248    | 1º  |
| 1993 | Lucky Strike-Suzuki        | 46    | Peter Goddard      | Ret |     |     |     |     |     |     |     |     |     |     |     |     |     |     |     | 0      | NC  |
| 1994 | Lucky Strike-Suzuki        |       |                    | AUS | MAL | JPN | ESP | AUT | GER | NED | ITA | FRA | GBR | CZE | USA | ARG | EUR |     |     |        |     |
| 1994 | Lucky Strike-Suzuki        | 1     | Kevin Schwantz     | 4   | 6   | 1   | 2   | 2   | 2   | 5   | 3   | Ret | 1   | 7   |     |     |     |     |     | 169    | 4º  |
| 1994 | Lucky Strike-Suzuki        | 6     | Alex Barros        | 8   | 7   | 5   | 4   | 7   | 5   | 2   | 7   | 6   | Ret | 8   | 8   | 8   | 6   |     |     | 134    | 8º  |
| 1994 | Lucky Strike-Suzuki        | 12    | Juan López Mella   |     |     |     |     |     |     |     |     |     |     |     |     |     | 13  |     |     | 3 (26) | 16º |
| 1994 | Lucky Strike-Suzuki        | 19    | Sean Emmett        |     |     |     |     |     |     |     |     |     |     |     |     | 10  | Ret |     |     | 6 (34) | 15º |
| 1995 | Lucky Strike-Suzuki        |       |                    | AUS | MAL | JPN | ESP | GER | ITA | NED | FRA | GBR | CZE | RÍO | ARG | EUR |     |     |     |        |     |
| 1995 | Lucky Strike-Suzuki        | 4     | Daryl Beattie      | 2   | 2   | 1   | 7   | 1   | 2   |     | 3   | 2   | 3   | 4   | 2   | 5   |     |     |     | 215    | 2º  |
| 1995 | Lucky Strike-Suzuki        | 8     | Sean Emmett        |     |     |     | Ret | DNS |     |     |     |     |     |     |     |     |     |     |     | 0 (17) | 22º |
| 1995 | Lucky Strike-Suzuki        | 34    | Kevin Schwantz     | 5   | 4   | 6   |     |     |     |     |     |     |     |     |     |     |     |     |     | 34     | 15º |
| 1995 | Lucky Strike-Suzuki        | 45    | Scott Russell      |     |     |     |     |     | 11  | 12  | 6   | DNS | 11  | 5   | Ret | 8   |     |     |     | 43     | 13º |
| 1996 | Lucky Strike-Suzuki        |       |                    | MAL | INA | JPN | ESP | ITA | FRA | NED | GER | GBR | AUT | CZE | IMO | CAT | RÍO | AUS |     |        |     |
| 1996 | Lucky Strike-Suzuki        | 2     | Daryl Beattie      |     |     | 5   | Ret | 4   | DNS |     |     |     |     |     |     | Ret | DNS |     |     | 24     | 18º |
| 1996 | Lucky Strike-Suzuki        | 11    | Scott Russell      | 4   | 7   | 3   | DNS |     | 5   | 4   | 4   | 5   | 6   | 3   | 7   | 11  | 9   | Ret |     | 133    | 6º  |
| 1996 | Lucky Strike-Suzuki        | 21/53 | Katsuaki Fujiwara  | DNS |     | Ret |     |     |     |     |     |     |     |     |     |     |     |     |     | 0      | NC  |
| 1996 | Lucky Strike-Suzuki        | 26    | Terry Rymer        |     |     |     |     | Ret |     | 7   | Ret | Ret | 12  | 13  | Ret |     |     |     |     | 16     | 20º |
| 1996 | Lucky Strike-Suzuki        | 42    | Peter Goddard      |     |     |     |     |     |     |     |     |     |     |     |     |     |     | 10  |     | 6      | 23º |
| 1997 | Lucky Strike-Suzuki        |       |                    | MAL | JPN | ESP | ITA | AUT | FRA | NED | IMO | GER | RÍO | GBR | CZE | CAT | INA | AUS |     |        |     |
| 1997 | Lucky Strike-Suzuki        | 6     | Daryl Beattie      | Ret | Ret | 12  | 5   | 11  | 12  | 7   | 13  | 12  | 13  | 6   | 10  | 17  | 12  | DNS |     | 63     | 11º |
| 1997 | Lucky Strike-Suzuki        | 23    | Anthony Gobert     | DNS |     |     | 13  | 7   | 10  | 13  | 10  | 9   | 10  | Ret | 12  |     |     |     |     | 44     | 15º |
| 1997 | Lucky Strike-Suzuki        | 26    | Yukio Kagayama     |     |     |     |     |     |     |     |     |     |     |     |     |     |     | 7   |     | 9      | 24º |
| 1997 | Lucky Strike-Suzuki        | 27    | Peter Goddard      |     | 13  | Ret |     |     |     |     |     |     |     |     |     |     | 13  | 9   |     | 13     | 22º |
| 1998 | Suzuki Grand Prix Team     |       |                    | JPN | MAL | ESP | ITA | FRA | MAD | NED | GBR | GER | CZE | IMO | CAT | AUS | ARG |     |     |        |     |
| 1998 | Suzuki Grand Prix Team     | 3     | Nobuatsu Aoki      | 6   | Ret | 8   | 8   | 8   | 4   | 7   | 7   | 10  | 12  | 9   | 11  | 6   | 12  |     |     | 101    | 9º  |
| 1998 | Suzuki Grand Prix Team     | 20    | Luca Cadalora      |     |     |     |     |     |     | Ret |     |     |     |     |     |     |     |     |     | 0 (10) | 23º |
| 1998 | Suzuki Grand Prix Team     | 25    | Yukio Kagayama     |     | 6   | 19  | 17  | DNS |     |     |     |     |     |     |     |     |     |     |     | 10     | 22º |
| 1998 | Suzuki Grand Prix Team     | 27    | Katsuaki Fujiwara  |     |     |     |     |     |     |     |     |     | 18  | 16  | Ret |     |     |     |     | 0      | NC  |
| 1998 | Suzuki Grand Prix Team     | 29    | Keiichi Kitagawa   | Ret |     |     |     |     |     |     |     |     |     |     |     |     |     |     |     | 0      | NC  |
| 1998 | Suzuki Grand Prix Team     | 33    | Mark Willis        |     |     |     |     |     |     |     |     |     |     |     |     | 14  |     |     |     | 2      | 33º |
| 1999 | Suzuki Grand Prix Team     |       |                    | MAL | JPN | ESP | FRA | ITA | CAT | NED | GBR | GER | CZE | IMO | VAL | AUS | RSA | RÍO | ARG |        |     |
| 1999 | Suzuki Grand Prix Team     | 9     | Nobuatsu Aoki      | 9   | 10  | Ret |     |     | 11  | 4   | Ret | Ret | 6   | 7   | 12  | 8   | 7   | 9   | Ret | 78     | 13º |
| 1999 | Suzuki Grand Prix Team     | 10    | Kenny Roberts Jr   | 1   | 1   | 13  | Ret | 5   | 6   | 2   | 8   | 1   | 3   | 6   | 2   | 10  | 22  | 3   | 1   | 220    | 2º  |
| 1999 | Suzuki Grand Prix Team     | 16    | Yukio Kagayama     | 11  | 12  |     | DNS |     |     |     |     |     |     |     |     |     |     |     |     | 9      | 22º |
| 2000 | Telefónica Movistar-Suzuki |       |                    | RSA | MAL | JPN | ESP | FRA | ITA | CAT | NED | GBR | GER | CZE | POR | VAL | RÍO | PAC | AUS |        |     |
| 2000 | Telefónica Movistar-Suzuki | 2     | Kenny Roberts Jr   | 6   | 1   | 2   | 1   | 6   | 6   | 1   | Ret | 2   | 3   | 4   | 2   | 2   | 6   | 1   | 7   | 258    | 1º  |
| 2000 | Telefónica Movistar-Suzuki | 9     | Nobuatsu Aoki      | 8   | 5   | 4   | 7   | 11  | 4   | 4   | 13  | 16  | 13  | 8   | Ret | 4   | 12  | 9   | 10  | 116    | 10º |
| 2000 | Team Suzuki                | 19    | Akira Ryo          |     |     | 10  |     |     |     |     |     |     |     |     |     |     |     |     |     | 6      | 21º |
| 2001 | Telefónica Movistar-Suzuki |       |                    | JPN | RSA | ESP | FRA | ITA | CAT | NED | GBR | GER | CZE | POR | VAL | PAC | AUS | MAL | RÍO |        |     |
| 2001 | Telefónica Movistar-Suzuki | 1     | Kenny Roberts Jr   | 7   | 7   | 7   | 6   | Ret | Ret | 6   | 8   | 9   | Ret | 6   | 3   | 8   | 15  | Ret | 16  | 97     | 11º |
| 2001 | Telefónica Movistar-Suzuki | 15    | Sete Gibernau      | Ret | 10  | 10  | 9   | 6   | 5   | 7   | 11  | 10  | 8   | Ret | 1   | 9   | 9   | 8   | 12  | 119    | 9º  |
| 2001 | Telefónica Movistar-Suzuki | 33    | Akira Ryo          | Ret |     |     |     |     |     |     |     |     |     |     |     |     |     |     |     | 0      | NC  |
| 2001 | Telefónica Movistar-Suzuki | 64    | Yukio Kagayama     |     |     |     |     |     |     |     |     |     |     |     |     | 10  |     |     |     | 6      | 21º |